# Cerca de Felipe IV

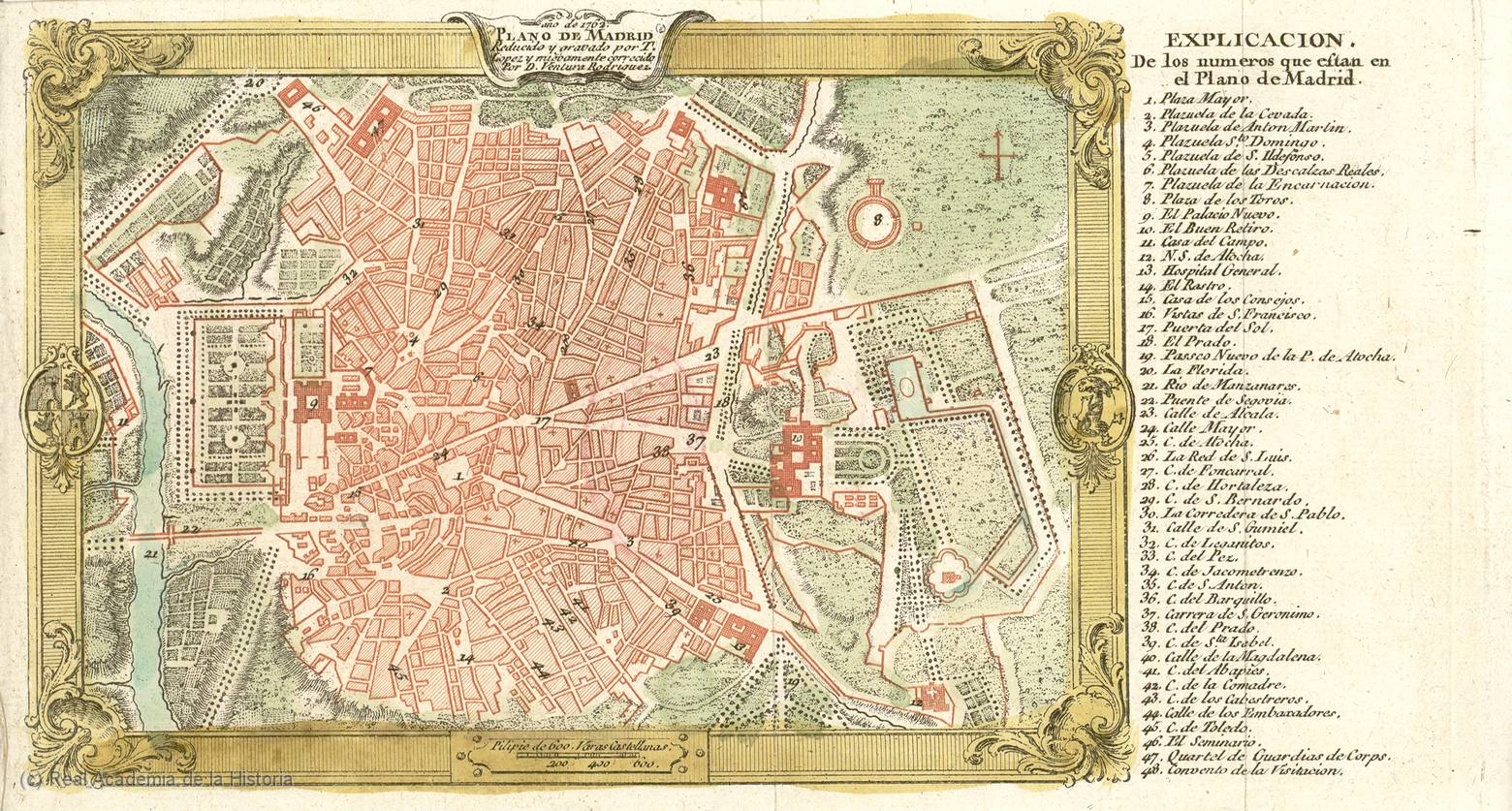
Plano de 1762. La cerca de época de Felipe IV no había sido traspasada, y no lo fue hasta mediados del.

La cerca de Felipe IV o Real Cerca de Felipe IV rodeó la ciudad de Madrid entre 1625 y 1868. La ordenó construir el rey Felipe IV para sustituir a las anteriores cercas, las de Felipe II y del Arrabal, que habían sido superadas ya por el crecimiento de la población. No se trataba de un muro defensivo, sino que tenía fundamentalmente un carácter fiscal y de vigilancia: controlar el acceso de mercancías a la ciudad así como asegurar el cobro de impuestos, y vigilar quien entraba y salía de Madrid. Los materiales empleados para la construcción fueron el ladrillo, la argamasa y la tierra.

## Situación

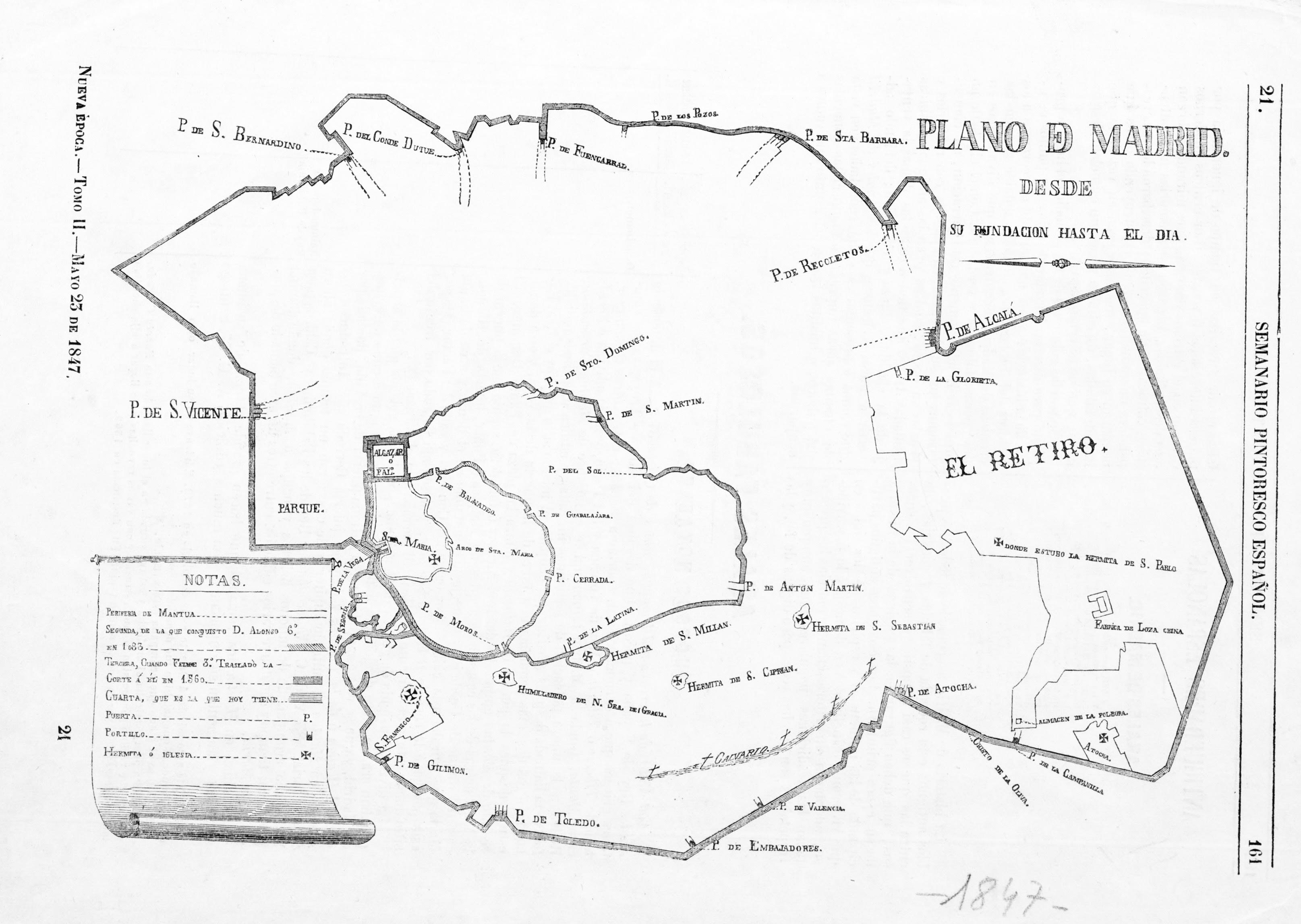
Plano de la cerca de Felipe IV, con puertas y portillos, publicado en 1847 en el Semanario Pintoresco Español.

Cuesta de la Vega, rondas de Segovia, Toledo, Valencia y Atocha, plaza del Emperador Carlos V, avenidas de la Ciudad de Barcelona y Menéndez Pelayo, Alcalá, plaza de la Independencia, Serrano, Jorge Juan, plaza de Colón, Génova, Sagasta, Carranza y girando a la izquierda por San Bernardo corría por Santa Cruz de Marcenado hasta Serrano Jover, Princesa, Ventura Rodríguez, Ferraz, cuesta de San Vicente, paseo de la Virgen del Puerto y subía bordeando el Campo del Moro hasta enlazar con la cuesta de la Vega.

## Historia
Como en 1590 las construcciones rebasaron la cerca de Felipe II, debido a que durante el reinado de Felipe IV la población se triplicó con respecto a la existente en el de su abuelo, fue necesario ampliar los límites de Madrid. La idea de realizar una nueva cerca parte de 1614 y para ello se le encargó el proyecto a Juan Gómez de Mora, arquitecto mayor del rey y del ayuntamiento. Gómez de Mora marcó los límites de la nueva cerca en 1617 en un informe en el que indicaba que los distintos tramos de la cerca debían de ser realizados por maestros arquitectos.
En 1625, Felipe IV mandó construir otra nueva cerca empleando para ello ladrillo, argamasa y tierra. Esta cerca fiscal y de vigilancia sirvió para controlar que todos los productos y víveres que entraban en la ciudad pagaran su correspondiente impuesto así como para vigilar a las personas que llegaban a Madrid. Para poder levantarla se aplicó una sisa en el vino. Se construyó por sectores separados de la ciudad, en cada uno de los cuales se colocó una puerta de cierta importancia o un portillo. Puertas y portillos tomaron los nombres de edificios cercanos. El trazado de la cerca se adaptó a la configuración del terreno, lo que hizo que fuera muy irregular. En 1650 ya abarcaba la Montaña del Príncipe Pío, el Buen Retiro y la ermita de Atocha. Su mayor inconveniente fue que impidió el crecimiento de la ciudad hacinando su población durante más de doscientos años.

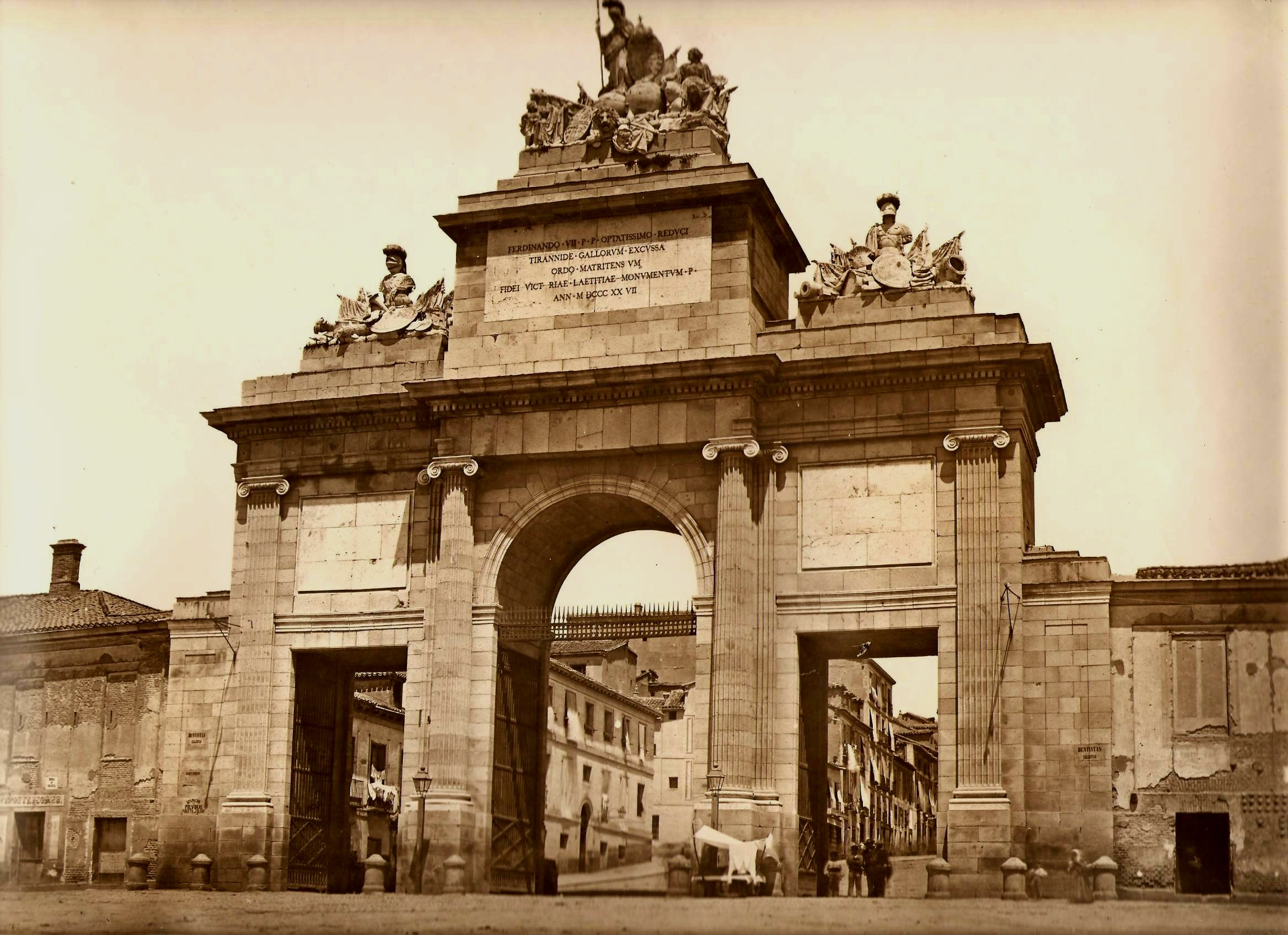
Fotografía de J. Laurent de la Puerta de Toledo en 1865. Se observa a sus costados la cerca que aún circundaba Madrid en aquella época.

La nueva cerca tenía unos trece kilómetros de longitud y abarcaba una superficie de quinientas hectáreas, de las que más de ciento cincuenta pertenecían al Real Sitio del Buen Retiro. Corresponde a todo el actual distrito Centro más el parque del Retiro y el barrio de los Jerónimos. La cerca fue parcialmente rehecha en el siglo XVIII y se derribó en 1868, durante la Gloriosa, al ser considerada un símbolo isabelino.
Las salidas de Madrid estaban franqueadas por cinco puertas reales o de registro (en las que se pagaban los impuestos): Segovia, Toledo, Atocha, Alcalá y Bilbao (o de los Pozos de la Nieve), y catorce portillos de menor importancia o de segundo orden (abiertos en distintas fechas): Vega, Vistillas, Gilimón, Campillo del Mundo Nuevo, Embajadores, Valencia, Campanilla, Recoletos, Santa Bárbara, Maravillas, Santo Domingo (trasladado luego a la puerta de Fuencarral), Conde Duque, San Bernardino (o San Joaquín) y San Vicente.
Las puertas permanecían abiertas hasta las diez de la noche en invierno y en verano hasta las once. Pasado este horario, en caso necesario, un retén permitía el paso. Los portillos se abrían al amanecer y cerraban con la puesta del sol, permaneciendo cerrados toda la noche. Los portillos, como ha quedado dicho, eran puertas de menor importancia que las de registro o reales. Salvo la puerta de San Vicente —construida por Sabatini— ningún portillo destacaba por su arquitectura e indistintamente se las llamaba puertas o portillos.

## Estado actual
Quedan dos restos visibles de esta cerca, uno formando parte del muro de contención del parque de la Cornisa, junto a las escaleras de acceso al mismo, en donde se halló en su momento la Casa de Gil Imón. Se encuentra en estado ruinoso y ha sufrido el desplome de alguno de sus tramos. El otro está adosado al parque de bomberos de la ronda de Segovia semiesquina a la glorieta de la Puerta de Toledo (tiene apenas cinco metros, y porta una placa conmemorativa). En realidad forma parte de la reconstrucción del siglo XVIII.
Existe otro fragmento en la zona de los jardines del Seminario Conciliar, que fue derribado sin permiso por el arzobispado de Madrid. La Dirección General de Patrimonio de la Comunidad de Madrid obligó a reconstruir el tramo, pero esta se hizo sin respetar los materiales originales, usando otros nuevos sin relación con los anteriores. El Plan Parcial de Reforma Interior de la Cornisa del río Manzanares, aprobado por el Ayuntamiento de Madrid permitirá al arzobispado de Madrid construir cinco edificios en el parque de la Cornisa, lo que amenaza los restos de la cerca existentes. Estos hechos han llevado a incluir al parque de la Cornisa en la Lista Roja de patrimonio en peligro de la asociación Hispania Nostra.
En 2009, se encontró un nuevo tramo durante las obras de la calle Serrano.